# Bihruz Amir
Bihruz Amir (mort 1577) fou kan de Donboli. Era fill d'Amir Rustam.
Fou un fidel aliat dels safàvides de Pèrsia i va participar en la guerra entre el xa Tahmasp I i Sultan Sulayman al-Kanuni (1538). Va restar cinquanta anys al poder com amir, i va morir l'any 1577 quan tenia uns 90 anys.